# Neuville-sur-Ain
Pour les articles homonymes, voir Neuville.
Neuville-sur-Ain est une commune française, située dans le département de l'Ain en région Auvergne-Rhône-Alpes.

## Géographie
La commune est située à six kilomètres de Pont-d'Ain, 23 kilomètres de Bourg-en-Bresse et a une altitude moyenne de 300 mètres avec un point culminant à 423 mètres. Neuville-sur-Ain est située à la pointe sud du Revermont et dans la partie la plus montagneuse du canton de Pont-d'Ain. Sa superficie est de 1 979 hectares.
C'est une commune « verte » avec 739 hectares de prés, 539 hectares de bois, 300 hectares de terres et de vignes en 1986.

### Hydrographie
La rivière d'Ain qui la limite en partie, au levant, quitte alors les chaînons du Jura pour devenir une rivière de plaine. Le Suran aux nombreux méandres la traverse du nord au sud. Les deux vallées sont presque parallèles et enserrent une grande partie de la commune.

### Relief et géologie
La plaine de Thol est constituée de dépôts fluvio-glaciaires (quaternaire) tandis que les parties rocheuses, essentiellement en bordure des deux vallées, se rattachent au jurassique (secondaire).

### Voies de communication et transports
D'est en ouest, le territoire de Neuville-sur-Ain est parcouru par un tronçon de l'autoroute A40. Et la commune est desservie par les routes départementales RD 984 et RD 42, cette dernière la traversant nord-sud en suivant approximativement le tracé d'une ancienne voie romaine reliant Lyon à la Germanie.

### Climat
Pour des articles plus généraux, voir Climat d'Auvergne-Rhône-Alpes et Climat de l'Ain.
En 2010, le climat de la commune est de type climat des marges montargnardes, selon une étude du CNRS s'appuyant sur une série de données couvrant la période 1971-2000. En 2020, Météo-France publie une typologie des climats de la France métropolitaine dans laquelle la commune est dans une zone de transition entre le climat semi-continental et le climat de montagne et est dans une zone de transition entre les régions climatiques « Bourgogne, vallée de la Saône » et « Jura ».
Pour la période 1971-2000, la température annuelle moyenne est de 11,3 °C, avec une amplitude thermique annuelle de 17,7 °C. Le cumul annuel moyen de précipitations est de 1 278 mm, avec 11,2 jours de précipitations en janvier et 7,8 jours en juillet. Pour la période 1991-2020, la température moyenne annuelle observée sur la station météorologique de Météo-France la plus proche, « Ceyzériat_sapc », sur la commune de Ceyzériat à 11 km à vol d'oiseau, est de 11,7 °C et le cumul annuel moyen de précipitations est de 1 032,6 mm,. Pour l'avenir, les paramètres climatiques de la commune estimés pour 2050 selon différents scénarios d'émission de gaz à effet de serre sont consultables sur un site dédié publié par Météo-France en novembre 2022.

## Urbanisme

### Typologie
Au 1er janvier 2024, Neuville-sur-Ain est catégorisée commune rurale à habitat dispersé, selon la nouvelle grille communale de densité à 7 niveaux définie par l'Insee en 2022.
Elle est située hors unité urbaine et hors attraction des villes,.

### Occupation des sols
L'occupation des sols de la commune, telle qu'elle ressort de la base de données européenne d’occupation biophysique des sols Corine Land Cover (CLC), est marquée par l'importance des territoires agricoles (57,4 % en 2018), en diminution par rapport à 1990 (58,8 %). La répartition détaillée en 2018 est la suivante : 
forêts (34,9 %), prairies (25,9 %), zones agricoles hétérogènes (20,5 %), terres arables (11,1 %), zones urbanisées (5,2 %), eaux continentales (2,4 %), zones industrielles ou commerciales et réseaux de communication (0,1 %).
L'évolution de l’occupation des sols de la commune et de ses infrastructures peut être observée sur les différentes représentations cartographiques du territoire : la carte de Cassini (XVIIIe siècle), la carte d'état-major (1820-1866) et les cartes ou photos aériennes de l'IGN pour la période actuelle (1950 à aujourd'hui).

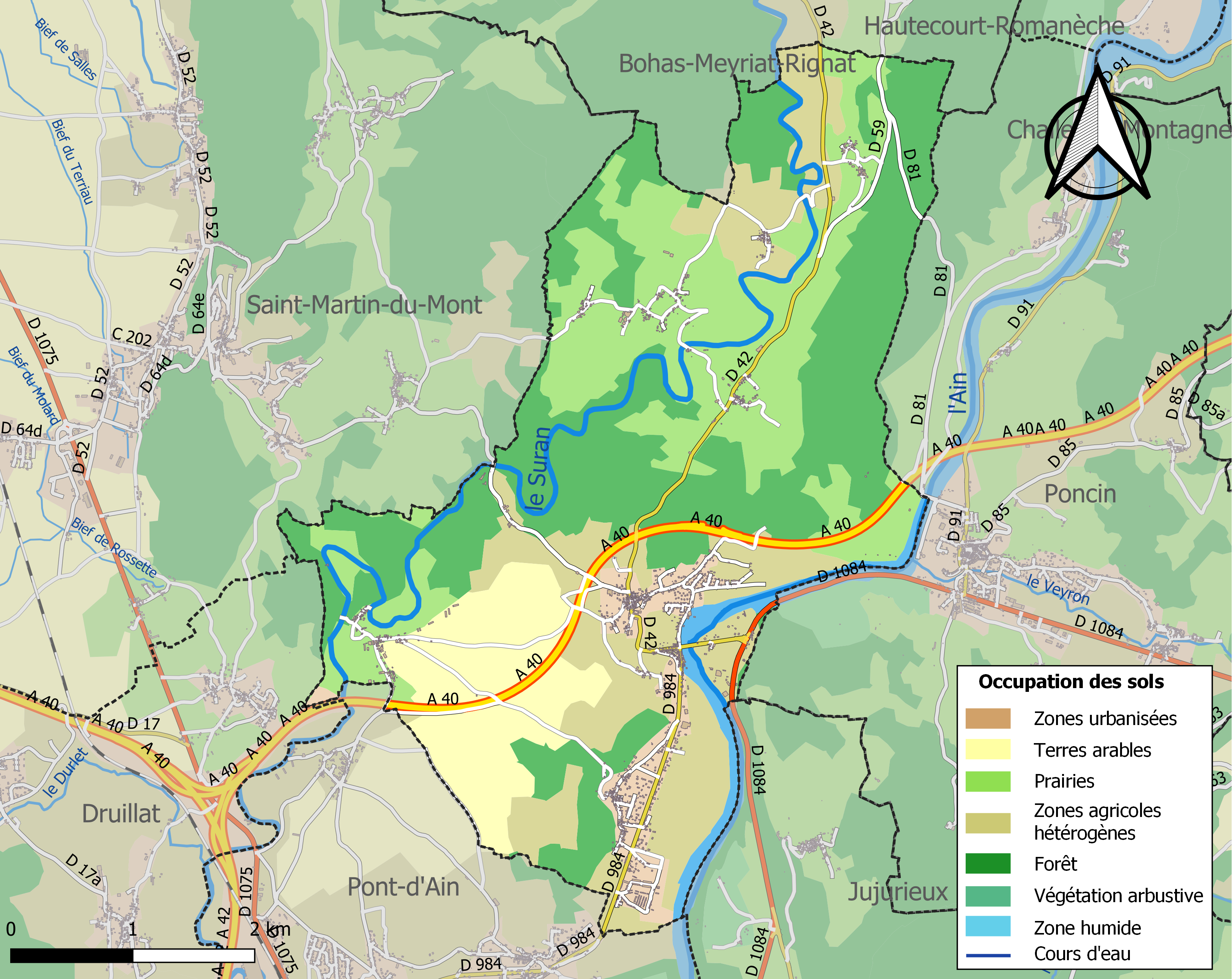
Carte des infrastructures et de l'occupation des sols de la commune en 2018 (CLC).

## Toponymie
Les graphies anciennes de la commune sont Novilla en 1250, Noville-sus-Ayns en 1563, puis Neuville-sur-Ain à partir de 1650.

## Histoire
En 1790, le hameau de Thol devient commune distincte en l'an V (1796-1797).
Le 17 août 1950, le hameau de Bosseron appartenant à Poncin est rattaché à la commune.

## Politique et administration

### Découpage territorial
La commune de Neuville-sur-Ain est membre de la communauté de communes Rives de l'Ain - Pays du Cerdon, un établissement public de coopération intercommunale (EPCI) à fiscalité propre créé le 1er janvier 2012 dont le siège est à Jujurieux. Ce dernier est par ailleurs membre d'autres groupements intercommunaux.
Sur le plan administratif, elle est rattachée à l'arrondissement de Nantua, au département de l'Ain et à la région Auvergne-Rhône-Alpes. Sur le plan électoral, elle dépend du  canton de Pont-d'Ain pour l'élection des conseillers départementaux, depuis le redécoupage cantonal de 2014 entré en vigueur en 2015, et de la première circonscription de l'Ain  pour les élections législatives, depuis le dernier découpage électoral de 2010.

### Administration municipale
| Période                                  | Période                     | Identité                    | Étiquette | Qualité                                                       |
| ---------------------------------------- | --------------------------- | --------------------------- | --------- | ------------------------------------------------------------- |
| Années 1860                              |                             | Victor Amédé Peillat        |           | Propriétaire Un des trente-six jurés lors du procès Dumollard |
| 1945                                     | 1950                        | François Écuyer (1879-1950) | PCF       | Instituteur                                                   |
| juin 1995                                | mars 2001                   | Paul Derrier                |           |                                                               |
| mars 2001                                | En cours (au 30 avril 2014) | Thierry Dupuis              | DVG       | Cadre, président de la communauté de communes                 |
| Les données manquantes sont à compléter. |                             |                             |           |                                                               |

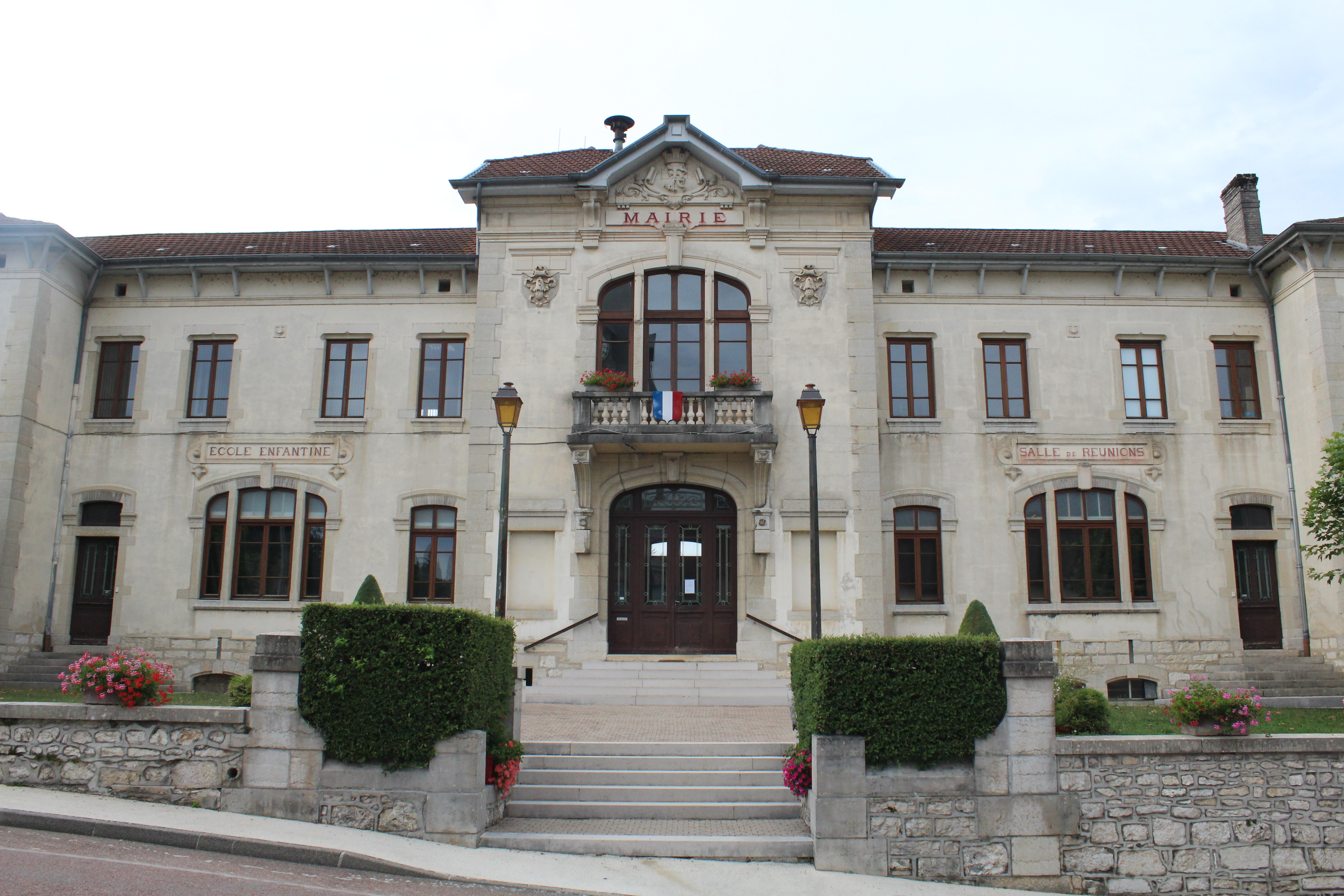
Mairie.

Neuville-sur-Ain est membre de la communauté de communes des Rives de l'Ain - Pays du Cerdon.

## Démographie
L'évolution du nombre d'habitants est connue à travers les recensements de la population effectués dans la commune depuis 1793. Pour les communes de moins de 10 000 habitants, une enquête de recensement portant sur toute la population est réalisée tous les cinq ans, les populations de référence des années intermédiaires étant quant à elles estimées par interpolation ou extrapolation. Pour la commune, le premier recensement exhaustif entrant dans le cadre du nouveau dispositif a été réalisé en 2006.
En 2022, la commune comptait 1 798 habitants, en évolution de +3,27 % par rapport à 2016 (Ain : +5,15 %, France hors Mayotte : +2,11 %).
| 1793  | 1800  | 1806  | 1821  | 1831  | 1836  | 1841  | 1846  | 1851  |
| ----- | ----- | ----- | ----- | ----- | ----- | ----- | ----- | ----- |
| 1 374 | 1 199 | 1 373 | 1 269 | 1 414 | 1 445 | 1 492 | 1 515 | 1 522 |

| 1856  | 1861  | 1866  | 1872  | 1876  | 1881  | 1886  | 1891  | 1896  |
| ----- | ----- | ----- | ----- | ----- | ----- | ----- | ----- | ----- |
| 1 444 | 1 374 | 1 446 | 1 476 | 1 503 | 1 488 | 1 439 | 1 376 | 1 363 |

| 1901  | 1906  | 1911  | 1921 | 1926 | 1931 | 1936 | 1946  | 1954 |
| ----- | ----- | ----- | ---- | ---- | ---- | ---- | ----- | ---- |
| 1 351 | 1 293 | 1 200 | 986  | 957  | 964  | 932  | 1 012 | 901  |

| 1962  | 1968 | 1975 | 1982 | 1990  | 1999  | 2006  | 2011  | 2016  |
| ----- | ---- | ---- | ---- | ----- | ----- | ----- | ----- | ----- |
| 1 469 | 932  | 979  | 945  | 1 151 | 1 236 | 1 449 | 1 592 | 1 741 |

| 2021  | 2022  | - | - | - | - | - | - | - |
| ----- | ----- | - | - | - | - | - | - | - |
| 1 799 | 1 798 | - | - | - | - | - | - | - |

## Culture locale et patrimoine

### Lieux et monuments

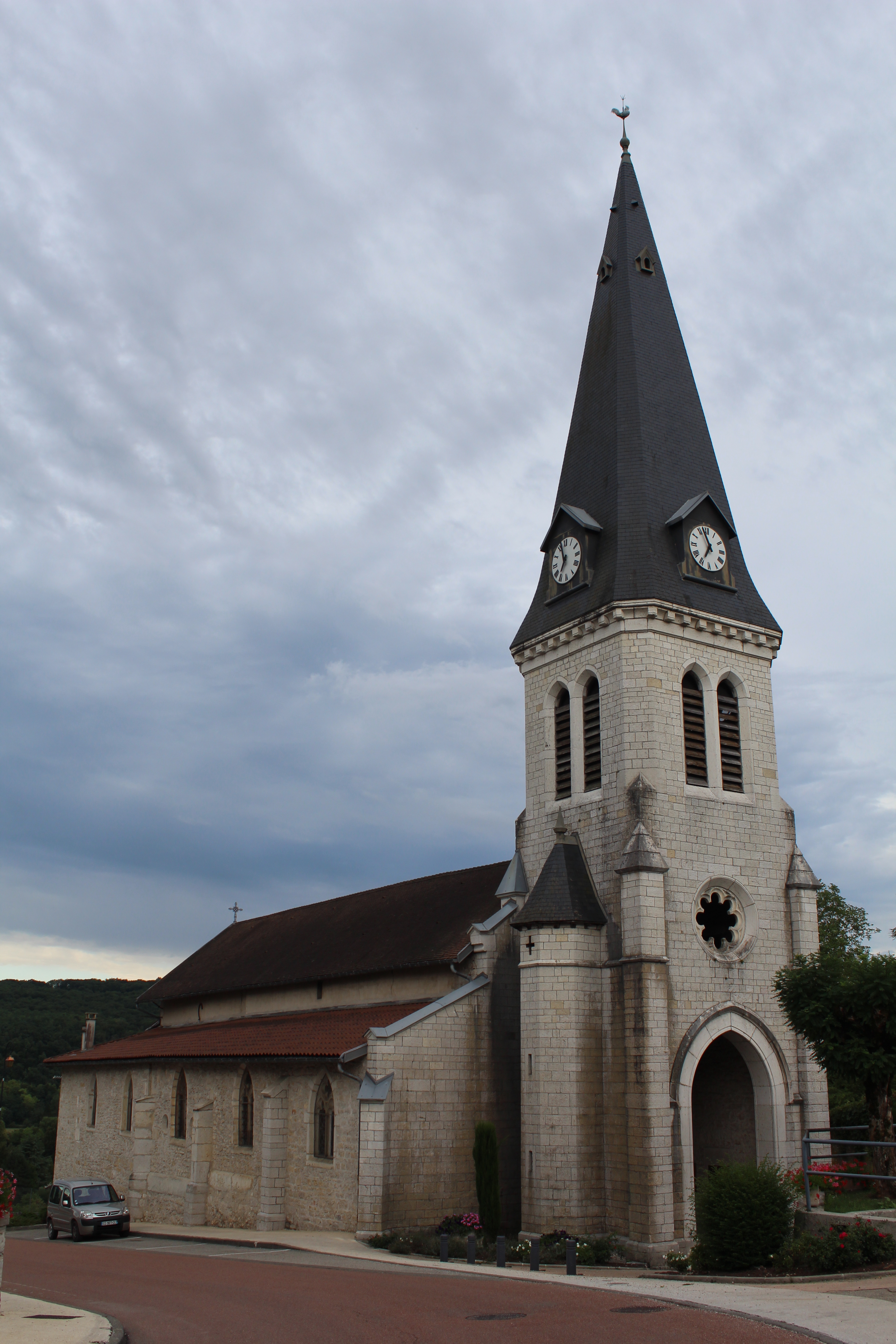
Église Saint-Martin.

- Le château de la Tour est partiellement inscrit au titre des monuments historiques depuis 2006[21].
- Ruines du donjon de Fromentes. Donjon ruiné situé à 1,5 km au nord-est de Neuville-sur-Ain[22].
- Vestiges du château de Thol à 2 km au sud du bourg, sur une colline de 305 m d'altitude. Donjon et ruines ; cité depuis le XIVe siècle[23]. Les restes sont inscrits au titre des monuments historiques depuis 1927[24].
- Ruines du château de Saint-André-sur-Suran ou château de Saint-André-en-Revermont. Les vestiges se dressent à 3 km à l'ouest-sud-ouest de Neuville-sur-Ain.

Le château est cité depuis 1188 aux mains des sires de Coligny. En 1289, il est acquis par les comtes de Savoie qui l'échangent, en 1370, avec l'abbé d'Ambronay.
Lors des guerres delphino-savoyardes, le château est pris par le comte de Savoie.
- La chapelle castrale de Saint-André, est citée au XIIe siècle, et en 1184, elle est confirmée à l'abbaye de Saint-Claude par l'empereur Frédéric Barberousse.
- Église Saint-Martin de Neuville-sur-Ain.
- Chapelle Sainte-Anne d'Arthurieux.
- Chapelle de Châteauvieux.

- L'abri sous roche de la Colombière inscrit au titre des monuments historiques depuis 1946[27]. Cet abri est également un site classé.
- Le pont de Neuville-sur-Ain.
- Le camp de Thol.

### Héraldique
| Blason de Neuville-sur-Ain | Blason  | De gueules à la croix d'argent chargée d'un pont de deux arches d'azur, cantonnée de quatre tours d'or ouvertes et ajourées du champ, maçonnées de sable. |
| Blason de Neuville-sur-Ain | Détails | |

## Personnalités liées à la commune
- Jean-Baptiste Bottex (1743-1792), curé, homme politique né à Neuville-sur-Ain, député à l'Assemblée constituante de 1789.
- Alexandre Bottex (1796-1849), médecin français, y est né.